# Jordan (fiume)
Il Jordan è fiume che scorre attraverso lo Stato dello Utah, negli Stati Uniti, lungo circa 82 km. Ha le sue origini dal lago Utah, scorre verso nord attraverso la Valle del Lago Salato e sfocia nel Gran Lago Salato. Quattro delle sei più grandi città dello Utah si affacciano sul fiume: Salt Lake City, West Valley City, West Jordan e Sandy. Più di un milione di persone abita nel bacino del Jordan, che forma lo spartiacque del fiume Jordan che si trova all'interno delle contee di Salt Lake e Utah. Durante il Pleistocene, l'area faceva parte del lago Bonneville.